# グリークス
『グリークス』（The Greeks）は、イギリスの演出家ジョン・バートンと翻訳家ケネス・カヴァンダーが、10本のギリシャ悲劇をひとつの長大な物語に再構成した舞台作品。3部構成になっており、上演時間は9～10時間に及ぶ大作である。原題は「ギリシャ人たち」の意。
ギリシャ軍の総大将アガメムノンがトロイア戦争を開始する時点から、その息子オレステスがタウリケにいる姉イピゲネイアを救出するまでが描かれる。
初演は1980年、英国ロイヤル・シェイクスピア・カンパニー（RSC）公演。日本初演は1990年の文学座アトリエの会公演（演出は吉川徹、鵜山仁、高瀬久男）。2000年には蜷川幸雄の演出により、主役級の俳優たちを結集して上演され、読売演劇大賞、紀伊國屋演劇賞などを受賞した。日本語訳は吉田美枝による。2019年には杉原邦生の演出・美術、小澤英実の新訳により、杉原が主宰するプロデュース公演カンパニー・KUNIOとKAAT神奈川芸術劇場の共同製作で上演された。

## 概要
英国で上演されるギリシャ劇の翻訳や演技に血が通っていないと考えたバートンはカヴァンダーと組み、人間らしさを感じさせるよう翻訳を簡潔にして要約や加筆を施し、古典作品を現代劇として仕上げた。
原作と比較して顕著な変更は、作品を通して女性の視点を中心に据えたこと、登場人物の心理的な裏づけを明確にしたこと、様式性を弱めたコロスの描き方などが挙げられる。

## あらすじ
- 第一部「戦争」

プロローグ／アウリスのイピゲネイア（エウリピデス作）／アキレウス（ホメロス作）／トロイアの女たち（エウリピデス作）
トロイア戦争の原因を巡って語り始めるコロス。トロイア王子パリスによって連れ去られたスパルタ王メネラオスの妻ヘレネを奪回するためにギリシャ軍が集結する。
トロイアへ向けて出航したギリシャ軍は、女神アルテミスの力によってアウリスに足止めされていた。女神は総大将アガメムノンの長女イピゲネイアを生贄に捧げることを要求。妻クリュタイムネストラの必死の嘆願も振り切りその要求に応えようとするアガメムノン。イピゲネイア本人も遂には軍のために犠牲になることを決意する。
勇者アキレウスは側女ブリセイスをアガメムノンに不当に奪われたことに怒り戦線を離脱する。トロイア軍によって壊滅寸前に追い込まれるギリシャ軍。親友パトロクロスはアキレウスの鎧を身につけて抗戦するが、トロイア王子ヘクトルに殺されてしまう。後悔の念に駆られるアキレウス。アガメムノンは謝罪し、ブリセイスをアキレウスの元に返す。ヘクトルを殺せば自分も死ぬという予言を知りながらも、アキレウスは戦線復帰して仇を討つ。
オデュッセウスによる木馬作戦が成功し、トロイアを陥落させたギリシャ軍。ヘレネは奪還された。トロイア王妃ヘカベをはじめ、アンドロマケ、カッサンドラ、ポリュクセネらがそれぞれ奴隷としてギリシャ人の所有物にされていく中、トロイアは焼け落ちる。
- 第二部「殺人」

 ヘカベ（エウリピデス作）／アガメムノン（アイスキュロス作）／エレクトラ（ソフォクレス作）
戦死したアキレウスの霊が風を止めたため帰還できないでいるギリシャ軍。霊を鎮めるためにヘカベの娘ポリュクセネが生贄として殺される。更に、トロキア王ポリュメストルに預けていた幼い王子が裏切りにより殺されていたことを知ったヘカベは、女達と結託してポリュメストルを誘い出して彼の目をつぶし、その息子を殺害して復讐を遂げる。
アガメムノンが10年ぶりにミュケナイに帰還するが、かつて長女を生贄に殺された復讐として、連れ帰ったカッサンドラ共々、クリュタイムネストラに殺害される。
クリュタイムネストラは愛人アイギストスと暮らし、次女エレクトラは孤独と憎しみの日々を送っていた。そこにポーキスへ逃れていた長男オレステスが成長して帰ってくる。姉弟は手を組んで、母とその愛人を殺し、父の復讐を果たす。先祖タンタロスの罪で神に呪われたミュケナイ王家の流血の歴史は途絶えることがない。
- 第三部「神々」

ヘレネ（エウリピデス作）／オレステス（エウリピデス作）／アンドロマケ（エウリピデス作）／タウリケのイピゲネイア（エウリピデス作）
トロイア戦争の発端となったヘレネは、実はトロイアへは行かずエジプトで暮らしていた。女神ヘラの策略によるもので、トロイアのヘレネは幻だったのだ。一方、トロイアからの帰還途中に船が難破してヘレネを失い、エジプトに流れ着いたメネラオスは、そこで本物のヘレネと再会する。夫婦はエジプト王を欺いて船を奪い脱出する。
母殺しの罪により、復讐の女神にとりつかれたオレステスを看病するエレクトラ。帰還したメネラオスも二人の味方にはならない。裁判で死刑を宣告された姉弟は、いとこのピュラデスと結託してヘレネを殺し、メネラオスの娘ヘルミオネを人質にとって館に放火しようとする。そこへ神アポロンが現れ、ヘレネを新たな女神として連れ去り、オレステス達にそれぞれの進むべき道を示す。
かつてのトロイア王女アンドロマケは、アキレウスの息子ネオプトレモスの奴隷として暮し、二人の間には息子が産まれた。ヘルミオネは、オレステスと結婚せよという神アポロンの命に背いてネオプトレモスの妻となるが、嫉妬からアンドロマケを殺そうとする。神託を成就しようとするオレステスらはネオプトレモスを殺し、ヘルミオネを連れ戻す。孫の死を悲しむ老ペレウス。そこへアキレウスの母である海のニンフ、テティスが現れ、神ゼウスによって永遠の命を得た夫ペレウスを連れこの世を去っていく。残されたアンドロマケは生きる気力を取り戻し、幼い息子に未来を託す。
アウリスで生贄にされたはずのイピゲネイアは、実は女神アルテミスに救われてタウリケで巫女になっていた。そこへ偶然訪れたオレステスとピュラデス。再会した姉弟は女神アテナの助けを得て逃亡し、自由の身となる。一族への呪いはついに終わり、人々は平和を喜び合う。

## 蜷川幸雄演出版
2000年9月5日 - 24日 Bunkamuraシアターコクーン 9月30日 - 10月1日 愛知県勤労会館 10月7日 - 15日 梅田芸術劇場 シアター・ドラマシティ

### スタッフ
- 原作：エウリピデス、ホメロス、アイスキュロス、ソフォクレス
- 編・英訳：ジョン・バートン、ケネス・カヴァンダー
- 翻訳：吉田美枝
- 演出：蜷川幸雄
- 美術：中越司
- 照明：原田保
- 衣裳：小峰リリー
- 音楽：笠松泰洋
- 音響：井上正弘
- 振付：花柳輔太郎
- ヘアメイク：武田千卷
- 小道具デザイン：福田秋雄
- 演出助手：井上尊晶
- 舞台監督：白石英輔
- 企画協力：笹部博司
- 企画・製作：Bunkamura

### キャスト
- アガメムノン - 平幹二朗
- アキレウス - 田辺誠一
- オレステス - 尾上菊之助
- ポリュメストル - 渕野俊太
- ペレウス - 田代隆秀
- タルトゥビオス - 錦部高寿
- アイギストス - 吉田鋼太郎
- 老人 - 高瀬哲朗
- ピュラデス - 合田雅吏
- プリアモス - 瀬下和久
- メネラオス - 菅生隆之
- オデュッセウス - 藤木孝
- パトロクロス - 横田栄司
- アンドロマケ - 麻実れい
- クリュタイムネストラ - 白石加代子
- テティス - 南果歩
- ヘレネ - 安寿ミラ
- ブリセイス - 久世星佳
- エレクトラ - 寺島しのぶ
- カッサンドラ - 中嶋朋子
- イピゲネイア - 宮本裕子
- ヘルミオネ - 香月弥生
- クリュソテミス - 小林さやか
- ポリュクセネ - 川本絢子
- コロス - 市川夏江
- コロス - 立石涼子
- ヘカベ - 渡辺美佐子[1]

## 杉原邦生演出版
2019年11月1日 - 2日 森下スタジオ［プレビュー公演］ 11月10日 京都芸術劇場 春秋座 11月21日 - 30日 KAAT神奈川芸術劇場 大スタジオ

### スタッフ
- 編・英訳：ジョン・バートン、ケネス・カヴァンダー
- 翻訳：小澤英実
- 演出・美術：杉原邦生（KUNIO）
- 音楽：Taichi Kaneko、西井夕紀子
- 振付：白神ももこ（モモンガ・コンプレックス）
- 照明：高田政義（RYU）
- 音響：稲住祐平*[2]
- 衣裳：藤谷香子（FAIFAI）
- 舞台監督：藤田有紀彦*[2]
- 演出助手：大原渉平（劇団しようよ）、木之瀬雅貴、西岳（シラカン）
- プロダクションマネージャー：山添賀容子*[2]
- 技術監督：堀内真人*[2]
- 制作統括：横山歩*[2]
- プロデューサー：小林みほ（KUNIO）、千葉乃梨子*[2]、井出亮［京都公演］

### キャスト
- アガメムノン - 天宮良
- クリュタイムネストラ - 安藤玉恵
- テティス - 本多麻紀（SPAC-静岡県舞台芸術センター）
- ヘレネ - 武田暁（魚灯）
- アンドロマケ - 石村みか（てがみ座）
- アイギストス - 箱田暁史（てがみ座）
- メネラオス - 田中佑弥（中野成樹+フランケンズ）
- アキレウス - 渡邊りょう
- ブリセイス - 藤井咲有里
- ピュラデス - 福原冠（範宙遊泳）
- タルテュビオス - 森田真和
- オデュッセウス - 池浦さだ夢（男肉 du Soleil）
- エレクトラ - 土居志央梨
- エウクレイア - 河村若菜（SPAC-静岡県舞台芸術センター）
- ヘルミオネ - 毛利悟巳
- カッサンドラ - 森口彩乃
- ニテティス - 井上夕貴（さいたまネクスト・シアター、PAPALUWA）
- クリュソテミス - 永井茉梨奈
- ポリュクセネ - 中坂弥樹
- オレステス - 尾尻征大
- イピゲネイア - 井上向日葵
- 岩本えり
- 三方美由起
- 山口光
- ヘカベ - 松永玲子（ナイロン100℃）
- プリアモス - 外山誠二（文学座）
- 老人 - 小田豊[3]

## 日本語訳
- 『グリークス―10本のギリシャ劇によるひとつの物語』（劇書房、吉田美枝訳、2000年）ISBN 4875745915